# Acanthodelta semiflava
Acanthodelta semiflava är en fjärilsart som beskrevs av Robert H. Carcasson 1965. Acanthodelta semiflava ingår i släktet Acanthodelta och familjen nattflyn. Inga underarter finns listade i Catalogue of Life.